# Ron Carter
Ronald Levin "Ron" Carter, ameriški jazzovski kontrabasist, čelist, bas kitarist, skladatelj in pedagog * 4. maj 1937, Ferndale, Michigan, ZDA
Sodeloval je na 2.221 snemanjih in je tako največkrat posneti jazz basist vseh časov. Poleg tega je Carter večkrat snemal tudi kot čelist.
V začetku 60. let je bil član Miles Davis Quinteta, v katerem so igrali še pianist Herbie Hancock, saksofonist Wayne Shorter in bobnar Tony Williams. Kvintetu se je pridružil leta 1963 in sodeloval pri snemanju albumov Seven Steps to Heaven in E.S.P.. V 60. letih je snemal tudi za založbo Blue Note Records in tako posnel nekaj albumov Hancocka, Williamsa in Shorterja. Poleg tega je kot studijski glasbenik sodeloval s številnimi znanimi jazzovskimi izvajalci, ki so v tistem času snemali pri Blue Note Records kot so Sam Rivers, Freddie Hubbard, Duke Pearson, Lee Morgan, McCoy Tyner, Andrew Hill, Horace Silver in številni drugi. Leta 2012 je bil izvoljen v Jazz Dvorano slavnih revije Down Beat. Leta 1993 je osvojil grammyja za najboljšo instrumentalno jazz zasedbo, leta 1998 pa še grammyja za instrumentalno kompozicijo za film Round Midnight. Leta 2010 je prejel najvišje francosko kulturno priznanje, medaljo in naslov Ordre des Arts et des Lettres.

## Zgodnje življenje
Carter se je rodil v Ferndalu v Michiganu. Ob starosti 10 let je pričel z igranjem čela, ko pa se je z družino preselil v Detroit pa so se pojavile težave z nastopanjem zaradi rasnih stereotipov klasičnih glasbenikov, katerih večina je bila takrat belopoltih. Carter je takrat pričel z igranjem kontrabasa. Obiskoval je Cass Technical High School v Detroitu, kasneje pa Eastman School of Music v Rochestru, kjer je igral v tamkajšnjem filharmoničnem orkestru. Leta 1959 je zaključil izobraževanje na Eastman School of Music, leta 1961 pa uspešno zaključil še magisterij iz kontrabasa na Manhattan School of Music v New Yorku.
Kot jazzovski glasbenik je najprej igral bas z Jakijem Byardom in Chicom Hamiltonom. Zatem je igral tudi s Cannonballom Adderleyjem, prve posnetke pa je naredil z Ericom Dolphyjem in Donom Ellisom leta 1960. Prvi solo album, Where?, je posnel z Ericom Dolphyjem, Charlejem Persipom, Malom Waldronom in Georgem Duvivierjem, pri snemanju Dolphyjevega albuma, Out There, pa je sodeloval še z Georgem Duvivierjem in Royjem Haynerjem. Njegove napredne harmonije in koncepti so bili v koraku z gibanjem Third stream.

## Kariera

### 60., 70. in 80. leta
»Menim, da je bil s tem vzpostavljen moj odnos z Artom [Farmerjem] in z Milesom [Davisom]. Prepričan sem, da si Art ni nikoli mislil, da ga bo nek član njegove zasedbe vprašal: 'Smem zapustiti to zasedbo, da bom lahko igral z Milesom?'. Prav tako sem prepričan, da si Miles ni nikoli mislil, da mu bo nekdo [na njegovo vabilo v svoj kvintet] odgovoril: 'Zaposlen sem. Vprašaj mojega šefa, če me odpusti'.«

Ron Carter o vabilu Milesa Davisa in zvestobi Artu Farmerju
Carter je javnosti postal znan v začetku 60. let preko Miles Davis Quinteta, v katerem so poleg njega in Davisa igrali še pianist Herbie Hancock, saksofonist Wayne Shorter in bobnar Tony Williams. Pred tem je Carter igral v kvartetu Arta Farmerja, aprila 1963 pa ga je po nekem nastopu ogovoril Miles Davis in mu povedal, da njegov kvintet razpada, zato ga je vprašal, če bi igral v njegovem kvintetu. Carter mu je na vprašanje odgovoril: "Gospod Davis, trenutno že imam službo. Igram pri Artu Farmerju." Davis je začudeno vprašal: "Kaj?", Carter pa je nadaljeval: "Ampak če vprašate Arta Farmerja, če me pusti iz kvarteta in če me bo pustil, mi bo to povsem ustrezalo." Carter se je kvintetu pridružil še istega leta in najprej sodeloval pri snemanju albuma Seven Steps to Heaven, album E.S.P. pa je postal prvi album, ki ga je posnel celotni 2. kvintet. Album prav tako vsebuje tri Carterjeve kompozicije, kar je bilo edinkrat, da je Carter prispeval kompozicije za to zasedbo. Z Davisom je igral do leta 1968, ko ga je zamenjal Dave Holland, z njim pa je snemal še v letih 1969 in 1970. Čeprav je v tem času zgodnjega obdobja jazz fusiona občasno igral bas kitaro, je sčasoma prenehal igrati bas kitaro in od preloma tisočletja igra le še kontrabas.
V 60. letih je posnel številne albume, ki so izšli pri založbi Blue Note Records in tako sodeloval s številnimi znanimi jazzovskimi glasbeniki, kot so Herbie Hancock, Wayne Shorter, Tony Williams, Sam Rivers, Freddie Hubbard, Duke Pearson, Lee Morgan, McCoy Tyner, Andrew Hill, George Benson, Horace Silver in številni drugi.
Po odhodu iz Davisovega kvinteta je Carter več let sodeloval z založbo CTI Records, pri kateri je snemal solo albume ter kot studijski glasbenik snemal za druge glasbenike. V 70. in 80. letih je tako sodeloval z imeni kot so Joe Henderson, Houston Person, Hank Jones, Gabor Szabo in Cedar Walton. V 70. letih je bil član New York Jazz Quarteta, leta 1986 pa je igral kontrabas pri skladbi "Big Man on Mulberry Street", ki jo je posnel Billy Joel in je izšla na njegovem albumu The Bridge.
Leta 1986 je Carter osvojil grammyja za najboljšo instrumentalno kompozicijo "Call Sheet Blues".

### 90. leta in prelom tisočletja
Leta 1994 je Carter osvojil še svojega drugega grammyja, tokrat za najboljšo instrumentalno jazz izvedbo solista ali skupine A Tribute to Miles. Sodeloval je pri skladbi "Verses from the Abstract", z albuma The Low End Theory, ki ga je posnela in izdala hip hop skupina A Tribe Called Quest. Postal je tudi član zasedbe The Classical Jazz Quartet. Leta 1994 je sodeloval pri snemanju albuma Stolen Moments: Red Hot + Cool, skupine Red Hot Organization. je bil namenjen ozaveščanju in zbiranju sredstev proti AIDS-u in je bil s strani revije Time imenovan za album leta. Leta 2001 je Carter sodeloval s skupino Black Star in Johnom Pattonom, s katerimi je posnel skladbo "Money Jungle" za kompilacijski album skupine Red Hot Organization, Red Hot + Indigo, ki je izšel v spomin na Duka Ellingtona.
Leta 1996 se je pojavil v filmu Roberta Altmana, Kansas City. Na koncu filma je prizor, v katerem igrata Carter in Christian McBride v duetu skladbo "Solitude".
Po dvajsetih letih predavanja na oddelku za glasbo na City College of New York, je bil Carter imenovan za zaslužnega profesorja, spomladi 2005 pa je prejel častni doktorat kolidža Berklee College of Music.
Leta 2008 je pričel poučevati bas na jazzovskem oddelku šole Juilliard School v New Yorku.
Carter je član Svetovalnega odbora upravnega odbora Ameriške jazzovske fundacije in član častnega odbora ustanovitelja. Carter je s fundacijo sodeloval vse od njen ustanovitve, da bi reševal domove in življenja ameriških starejših jazzovskih in bluesovskih glasbenikov, vključno z glasbeniki, ki so preživeli Orkan Katrina.
Pojavil se je tudi v epizodi "What Is New Orleans" HBO-jeve serije Treme.
Leta 2008 je izšla Carterjeva biografija Ron Carter: Finding the Right Notes, ki jo je napisal Dan Ouellette.
Leta 2011 je Carter prvič snemal z Big Bandom in izdal album Ron Carter's Great Big Band.
Leta 2013 je bil Carter eden izmed štirih žirantov na 18. letnem tekmovanju in festivalu Essentially Ellington, ki ga je organiziral Jazz at Lincoln Center.

## Solo diskografija
- Where? (1961)
- Uptown Conversation (1969)
- Alone Together (1972) z Jimom Hallom
- Blues Farm (1973)
- All Blues (1973)
- Spanish Blue (1974)
- Anything Goes (1975)
- Yellow & Green (1976)
- Pastels (1976)
- Piccolo (1977)
- Third Plane (1977)
- Peg Leg (1978)
- A Song for You (1978)
- 1 + 3 (1978)
- Pick 'Em (1978)
- Parade (1979)
- New York Slick (1979)
- Patrão (1980)
- Parfait (1980)
- Empire Jazz (1980)
- Super Strings (1981)
- Etudes (1982)
- Live at Village West (1982) z Jimom Hallom
- Telephone (1984) z Jimom Hallom
- All Alone (1988)
- Something in Common (1989) s Houstonom Personom
- Duets (1989) s Helen Merrill
- Now's the Time (1990) s Houstonom Personom
- Panamanhattan (1990) with Richard Galliano
- Carnaval (1990) s Hankom Jonesom, Sadaom Watanabejem in Tonyjem Williamsom
- Heart & Soul (1991) s Cedarjem Waltonom
- Birdology, Vol. 1 (1992)
- Meets Bach (1992)
- Friends (1993)
- Jazz, My Romance (1994)
- Brandenburg Concerto (1995)
- Mr. Bow Tie (1995)
- The Bass and I (1997)
- So What? (1998)
- Orfeu (1999)
- When Skies Are Grey... (2000)
- Dialogues (2000) s Houstonom Personom
- Holiday in Brazil (2001)
- Funky Violin (2001) z Benom Berniejem in Csabom Deseo
- Stardust (2002)
- Four Generations of Miles: A Live Tribute to Miles (2002) z Jimmyjem Cobbom, Georgem Colemanom in Mikom Sternom
- Eight Plus (2003)
- Entre Amigos (2003) z Roso Passos
- The Golden Striker (2003)
- In New York (2005) z Joelom Xavierjem
- Just Between Friends (2005) s Houstonom Personom
- Dear Miles (2006)
- Blue Note Sessions (2006) z Dannyjem Sadownickom, Jackom DeJohnettom, Nigelom Kennedyjem in Luckyjem Petersonom
- It's the Time (2007)
- Jazz & Bossa (2008)
- Ron Carter's Great Big Band (2011)
- Ron Carter Plays Bach (2012)
- San Sebastian (2013) z Golden Striker Triom
- Cocktails at the Cotton Club (2013) z Ron Carter Triom
- Thrasher Dream Trio (2013) z Gerryjem Gibbsom in Kennyjem Barronom
- In Memory of Jim (2014)
- We're Back (2014) z Gerryjem Gibbsom in Kennyjem Barronom
- My Personal Songbook (2015) z WDR Big Bandom
- Chemistry (2016) s Houstonom Personom
- The Purity of Turf (2016) z Ethanom Iversonom in Nasheetom Waitsom

## Filmografija
- 2003:  Ron Carter & Art Farmer: Live at Sweet Basil[46]
- 2002:  Herbie Hancock Trio: Hurricane![47]